# Aki Sebastian Ruhl
Aki Sebastian Ruhl (* um 1980) ist ein deutscher Umweltingenieur, der auch als Jazzmusiker (Trompete) hervorgetreten ist.

## Wirken
Ruhl studierte Umweltingenieurwissenschaften und war zwischen 2010 und 2012 in der Bundesanstalt für Materialprüfung an der Untersuchung über Auswirkungen verschiedener Begleitstoffe von an Kohlekraftwerken abgeschiedenen Kohlendioxid-Strömen auf deren unterirdische Speicherung beteiligt. Dann war er im Fachgebiet Wasserreinhaltung am Institut für Umweltschutz der TU Berlin tätig. In seiner Promotion, die er 2013 dort absolvierte und die mit dem Walter-Kölle-Preis ausgezeichnet wurde, befasste er sich mit alternativen Verfahren zur Grundwassersanierung, insbesondere mit dem Einsatz von Festbettfiltern aus granuliertem Grauguss und deren sicherer Prozessführung. Unter Leitung von Martin Jekel war er an der TU Berlin seit 2013 an den Verbundvorhaben ASKURIS (Anthropogenic organic micro-pollutants and pathogens in the urban water cycle: Assessment, barriers and risk communication) und Mikroplastik im Wasser beteiligt. 2017 erhielt er den Preis der Wasserchemischen Gesellschaft der GdCh „für seine wissenschaftlich exzellenten Forschungsleistungen und seinen Einsatz für die Fachgruppe“. Derzeit (2021) ist er beim Umweltbundesamt beschäftigt.
Als Musiker absolvierte er nach Studien in Detmold, Tokio und Berlin das Studium der Jazztrompete an der Hochschule für Musik Hanns Eisler Berlin bei Gerard Presencer. 2000/01 war er Mitglied im Bundesjazzorchester unter Leitung von Peter Herbolzheimer. Er leitete die Sana Bana Band, die den türkischstämmigen Sänger Derya Takkali begleitete (Album 2005). Mit der Formation Stereo Lisa legte er 2008 das Album Anno Onno Monno vor. Als Mitglied des Andromeda Mega Express Orchestra war er an dessen Auftritten und Alben bis 2012 beteiligt und nahm auch mit The Notwist auf. 